# Модель Вильсона
Модель Вильсона (англ. Wilson Activity Coefficient Model) — первая модель локального состава, применяемая для описания уравнения состояния жидкостей. Предложена Грантом М. Уилсоном (Grant M. Wilson) в 1964 г.

## Описание
При разработке модели Уилсон опирался на уравнения Флори (Paul J. Flory, 1942), предложенные для описания поведения растворов, содержащих линейные молекулы полимеров, секции которых взаимодействуют с молекулами растворителя как независимые частицы.
В новой концепции Уилсон предложил считать, что при ближайшем рассмотрении смесь жидких веществ не является однородной, и на уровне молекул состав в одной точке раствора может отличаться от состава в другой точке.
Концентрация i-го компонента в паровой фазе определяется уравнением:
{\displaystyle {\mathsf {y_{i}=\gamma _{i}x_{i}{\frac {P_{i}^{0}}{P}}}}}
где
{\displaystyle {\mathsf {\gamma _{i}}}} — коэффициент активности i-го компонента
{\displaystyle {\mathsf {x_{i}}}} — концентрация i-го компонента в жидкости
{\displaystyle {\mathsf {P_{i}^{0}}}} — давление паров i-го компонента
{\displaystyle {\mathsf {P}}} — общее давление в системе
При этом для компонентов 1 и 2:
{\displaystyle {\mathsf {\ln \gamma _{1}=-\ln(x_{1}+\Lambda _{12}x_{2})+x_{2}({\frac {\Lambda _{12}}{x_{1}+\Lambda _{12}x_{2}}}-{\frac {\Lambda _{21}}{x_{2}+\Lambda _{21}x_{1}}})}}}
{\displaystyle {\mathsf {\ln \gamma _{2}=-\ln(x_{2}+\Lambda _{21}x_{1})-x_{1}({\frac {\Lambda _{12}}{x_{1}+\Lambda _{12}x_{2}}}-{\frac {\Lambda _{21}}{x_{2}+\Lambda _{21}x_{1}}})}}}
{\displaystyle {\mathsf {\Lambda _{12}={\frac {v_{2}^{L}}{v_{1}^{L}}}exp(-{\frac {\lambda _{12}-\lambda _{11}}{RT}})}}}
{\displaystyle {\mathsf {\Lambda _{21}={\frac {v_{1}^{L}}{v_{2}^{L}}}exp(-{\frac {\lambda _{21}-\lambda _{22}}{RT}})}}}
Здесь
{\displaystyle {\mathsf {v_{1}^{L}}}} и {\displaystyle {\mathsf {v_{2}^{L}}}} — молярные объёмы чистых жидких компонентов 1 и 2
{\displaystyle {\mathsf {\lambda _{12}-\lambda _{11}}}} и {\displaystyle {\mathsf {\lambda _{12}-\lambda _{22}}}} — параметр, определяющий разность энергии взаимодействия молекул 1-го и 2-го компонентов друг с другом и между собой, рассчитывается по экспериментальным данным бинарной смеси.
Для параметров {\displaystyle {\mathsf {\lambda _{12}}}}, {\displaystyle {\mathsf {\lambda _{11}}}} также экспериментально определяют константы  {\displaystyle {\mathsf {n_{j}}}} и {\displaystyle {\mathsf {m_{j}}}} уравнения температурной зависимости:
{\displaystyle {\mathsf {\lambda _{21}-\lambda _{22}=n_{j}+m_{j}(T-{\overline {T}})}}}
Общая формула модели Вильсона имеет следующий вид:
{\displaystyle {\mathsf {\ln \gamma _{i}=1-\ln(\sum _{j}^{}{}A_{ij}x_{j})-\sum _{j}^{}{}{\frac {A_{ji}x_{j}}{\sum _{k}^{}{A_{jk}x_{k}}}}}}}
{\displaystyle {\mathsf {\ln A_{ji}=a_{ij}+{\frac {b_{ij}}{T}}+c_{ij}\ln T+d_{ij}T+{\frac {e_{ij}}{T^{2}}}}}}
где коэффициенты {\displaystyle {\mathsf {a_{ij},b_{ij},c_{ij},d_{ij},e_{ij}}}} являются несимметричными ({\displaystyle {\mathsf {a_{ij}\neq a_{ji}}}}) и определяются экспериментально из парожидкостного равновесия двух компонентов либо теплоты их смешения.

## Применение
Модель Вильсона хорошо описывает парожидкостное равновесие VLE (Vapor-Liquid Equilibrium) сильно неидеальных систем со специфическим взаимодействием между молекулами компонентов, например, смеси вода — спирты. Для описания фазового равновесия азеотропной и экстракционной ректификации, а также не полностью смешивающихся жидкостей, модель Вильсона подходит ограниченно, а для описания жидко-жидкостного равновесия LLE (Liquid-Liquid Equilibrium) она неприменима.
Модель Вильсона применяется в программах моделирования технологических процессов, в частности, в пакетах Aspen Plus и Aspen HYSYS.
С развитием моделей локального состава появились более совершенные и точнее описывающие поведение неидеальных жидких систем модели, в частности, NRTL.